# Лесные пожары в Алжире (2021)
Лесные пожары в Алжире — многочисленные лесные пожары, начавшиеся в Алжире с 9 августа 2021 года.

## Пожары
9 августа 2021 года в регионе Кабилия и в других местах возникло множество пожаров. Алжирские власти направили солдат, чтобы помочь гражданам справиться с пожарами и эвакуацией.
10 августа 2021 года многочисленные пожары сожгли средиземноморские деревья, уничтожили оливковые деревья и убили крупный рогатый скот и кур. Во многих отдаленных деревнях очень мало воды. Некоторые жители деревни бежали, в то время как другие пытались сами сдержать пламя, используя ведра, ветки и элементарные инструменты. Противопожарные самолёты отсутствовали.
В результате пожаров погибли 90 человек, в том числе 57 гражданских лиц и 33 солдата. Солдаты погибли после того, как оказались в ловушке в огне во время спасательных операций.

## Последствия
12 августа в стране был объявлен трёхдневный траур.
Основной причиной пожаров считается поджог. 13 августа толпа линчевала мужчину, которого посчитали виновным в поджогах. Всего в связи с поджогами и линчеванием арестован 61 человек.
Большое влияние на пожары оказала аномально высокая температура, вызванная изменением климата.